# Sterker
Sterker is het vijfde studioalbum van het Volendamse zangduo Nick & Simon en de opvolger van hun nummer-1-livealbum Symphonica in Rosso uit 2011. Als voorloper op het album werd op 6 april 2012 de single Vrij uitgebracht en op 10 augustus 2012 de single Alles overwinnen, deze laatste kwam op nummer 1 van de Nederlandse Single Top 100 terecht. Op 21 september 2012 kwam het album uit en een week later op 29 september kwam het album op nummer 1 binnen in de Nederlandse Album Top 100 en op nummer 3 in de Vlaamse Ultratop 100 albumlijst. In Nederland werd het hun vijfde nummer-1-album oprij. Met een derde plaats was het hun hoogst genoteerde album in Vlaanderen. Het album bereikte gelijk al de gouden status doordat er in de voorverkoop meer dan 25.000 exemplaren van het album waren besteld.

## Tracklist
| Nr. | Titel                    | Duur |
| --- | ------------------------ | ---- |
| 1.  | Alles overwinnen         | 3.44 |
| 2.  | Ze lijkt net niet op jou | 3.37 |
| 3.  | Geluksmoment             | 4.06 |
| 4.  | Een nieuw begin          | 2.57 |
| 5.  | Vrij                     | 3.42 |
| 6.  | Onweerstaanbaar          | 3.32 |
| 7.  | Wat het leven je brengt  | 3.25 |
| 8.  | Pas als de zon           | 3.52 |
| 9.  | Julia                    | 3.37 |
| 10. | Sterker dan de wind      | 3.16 |
| 11. | Niemand aan m'n zij      | 3.00 |
| 12. | Zolang                   | 3.58 |

## Hitnoteringen

### NederlandseAlbum Top 100
| Hitnotering (week 1 t/m 56): 29-09-2012 t/m 19-10-2013 Hitnotering (week 57 t/m 59): 08-02-2014 t/m 22-02-2014 Hitnotering (week 60): 15-03-2014 | Hitnotering (week 1 t/m 56): 29-09-2012 t/m 19-10-2013 Hitnotering (week 57 t/m 59): 08-02-2014 t/m 22-02-2014 Hitnotering (week 60): 15-03-2014 | Hitnotering (week 1 t/m 56): 29-09-2012 t/m 19-10-2013 Hitnotering (week 57 t/m 59): 08-02-2014 t/m 22-02-2014 Hitnotering (week 60): 15-03-2014 | Hitnotering (week 1 t/m 56): 29-09-2012 t/m 19-10-2013 Hitnotering (week 57 t/m 59): 08-02-2014 t/m 22-02-2014 Hitnotering (week 60): 15-03-2014 | Hitnotering (week 1 t/m 56): 29-09-2012 t/m 19-10-2013 Hitnotering (week 57 t/m 59): 08-02-2014 t/m 22-02-2014 Hitnotering (week 60): 15-03-2014 | Hitnotering (week 1 t/m 56): 29-09-2012 t/m 19-10-2013 Hitnotering (week 57 t/m 59): 08-02-2014 t/m 22-02-2014 Hitnotering (week 60): 15-03-2014 | Hitnotering (week 1 t/m 56): 29-09-2012 t/m 19-10-2013 Hitnotering (week 57 t/m 59): 08-02-2014 t/m 22-02-2014 Hitnotering (week 60): 15-03-2014 | Hitnotering (week 1 t/m 56): 29-09-2012 t/m 19-10-2013 Hitnotering (week 57 t/m 59): 08-02-2014 t/m 22-02-2014 Hitnotering (week 60): 15-03-2014 | Hitnotering (week 1 t/m 56): 29-09-2012 t/m 19-10-2013 Hitnotering (week 57 t/m 59): 08-02-2014 t/m 22-02-2014 Hitnotering (week 60): 15-03-2014 | Hitnotering (week 1 t/m 56): 29-09-2012 t/m 19-10-2013 Hitnotering (week 57 t/m 59): 08-02-2014 t/m 22-02-2014 Hitnotering (week 60): 15-03-2014 | Hitnotering (week 1 t/m 56): 29-09-2012 t/m 19-10-2013 Hitnotering (week 57 t/m 59): 08-02-2014 t/m 22-02-2014 Hitnotering (week 60): 15-03-2014 | Hitnotering (week 1 t/m 56): 29-09-2012 t/m 19-10-2013 Hitnotering (week 57 t/m 59): 08-02-2014 t/m 22-02-2014 Hitnotering (week 60): 15-03-2014 | Hitnotering (week 1 t/m 56): 29-09-2012 t/m 19-10-2013 Hitnotering (week 57 t/m 59): 08-02-2014 t/m 22-02-2014 Hitnotering (week 60): 15-03-2014 | Hitnotering (week 1 t/m 56): 29-09-2012 t/m 19-10-2013 Hitnotering (week 57 t/m 59): 08-02-2014 t/m 22-02-2014 Hitnotering (week 60): 15-03-2014 | Hitnotering (week 1 t/m 56): 29-09-2012 t/m 19-10-2013 Hitnotering (week 57 t/m 59): 08-02-2014 t/m 22-02-2014 Hitnotering (week 60): 15-03-2014 | Hitnotering (week 1 t/m 56): 29-09-2012 t/m 19-10-2013 Hitnotering (week 57 t/m 59): 08-02-2014 t/m 22-02-2014 Hitnotering (week 60): 15-03-2014 | Hitnotering (week 1 t/m 56): 29-09-2012 t/m 19-10-2013 Hitnotering (week 57 t/m 59): 08-02-2014 t/m 22-02-2014 Hitnotering (week 60): 15-03-2014 | Hitnotering (week 1 t/m 56): 29-09-2012 t/m 19-10-2013 Hitnotering (week 57 t/m 59): 08-02-2014 t/m 22-02-2014 Hitnotering (week 60): 15-03-2014 | Hitnotering (week 1 t/m 56): 29-09-2012 t/m 19-10-2013 Hitnotering (week 57 t/m 59): 08-02-2014 t/m 22-02-2014 Hitnotering (week 60): 15-03-2014 | Hitnotering (week 1 t/m 56): 29-09-2012 t/m 19-10-2013 Hitnotering (week 57 t/m 59): 08-02-2014 t/m 22-02-2014 Hitnotering (week 60): 15-03-2014 | Hitnotering (week 1 t/m 56): 29-09-2012 t/m 19-10-2013 Hitnotering (week 57 t/m 59): 08-02-2014 t/m 22-02-2014 Hitnotering (week 60): 15-03-2014 | Hitnotering (week 1 t/m 56): 29-09-2012 t/m 19-10-2013 Hitnotering (week 57 t/m 59): 08-02-2014 t/m 22-02-2014 Hitnotering (week 60): 15-03-2014 |
| Week: | 1 | 2 | 3 | 4 | 5 | 6 | 7 | 8 | 9 | 10 | 11 | 12 | 13 | 14 | 15 | 16 | 17 | 18 | 19 | 20 | 21 |
| --- | --- | --- | --- | --- | --- | --- | --- | --- | --- | --- | --- | --- | --- | --- | --- | --- | --- | --- | --- | --- | --- |
| Positie: | 1 | 2 | 2 | 2 | 5 | 8 | 8 | 10 | 13 | 12 | 12 | 17 | 16 | 17 | 22 | 22 | 20 | 20 | 25 | 33 | 37 |
| Week: | 22 | 23 | 24 | 25 | 26 | 27 | 28 | 29 | 30 | 31 | 32 | 33 | 34 | 35 | 36 | 37 | 38 | 39 | 40 | 41 | 42 |
| Positie: | 44 | 46 | 59 | 33 | 38 | 38 | 51 | 54 | 56 | 63 | 52 | 42 | 31 | 58 | 47 | 63 | 75 | 71 | 77 | 46 | 56 |
| Week: | 43 | 44 | 45 | 46 | 47 | 48 | 49 | 50 | 51 | 52 | 53 | 54 | 55 | 56 | | 57 | 58 | 59 | | 60 | |
| Positie: | 73 | 63 | 43 | 66 | 76 | 88 | 94 | 91 | 73 | 76 | 62 | 67 | 71 | 87 | uit | 95 | 80 | 73 | uit | 43 | uit |

### VlaamseUltratop 200Albums
| Hitnotering (week 1 t/m 20): 29-09-2012 t/m 09-02-2013 Hitnotering (week 21): 23-02-2013 Hitnotering (week 22): 16-03-2013 Hitnotering (week 23 t/m 24): 30-03-2013 t/m 06-04-2013 Hitnotering (week 25): 27-04-2013 Hitnotering (week 26): 18-05-2013 Hitnotering (week 27 t/m 28): 08-06-2013 t/m 15-06-2013 Hitnotering (week 29): 07-09-2013 Hitnotering (week 30): 11-01-2014 | Hitnotering (week 1 t/m 20): 29-09-2012 t/m 09-02-2013 Hitnotering (week 21): 23-02-2013 Hitnotering (week 22): 16-03-2013 Hitnotering (week 23 t/m 24): 30-03-2013 t/m 06-04-2013 Hitnotering (week 25): 27-04-2013 Hitnotering (week 26): 18-05-2013 Hitnotering (week 27 t/m 28): 08-06-2013 t/m 15-06-2013 Hitnotering (week 29): 07-09-2013 Hitnotering (week 30): 11-01-2014 | Hitnotering (week 1 t/m 20): 29-09-2012 t/m 09-02-2013 Hitnotering (week 21): 23-02-2013 Hitnotering (week 22): 16-03-2013 Hitnotering (week 23 t/m 24): 30-03-2013 t/m 06-04-2013 Hitnotering (week 25): 27-04-2013 Hitnotering (week 26): 18-05-2013 Hitnotering (week 27 t/m 28): 08-06-2013 t/m 15-06-2013 Hitnotering (week 29): 07-09-2013 Hitnotering (week 30): 11-01-2014 | Hitnotering (week 1 t/m 20): 29-09-2012 t/m 09-02-2013 Hitnotering (week 21): 23-02-2013 Hitnotering (week 22): 16-03-2013 Hitnotering (week 23 t/m 24): 30-03-2013 t/m 06-04-2013 Hitnotering (week 25): 27-04-2013 Hitnotering (week 26): 18-05-2013 Hitnotering (week 27 t/m 28): 08-06-2013 t/m 15-06-2013 Hitnotering (week 29): 07-09-2013 Hitnotering (week 30): 11-01-2014 | Hitnotering (week 1 t/m 20): 29-09-2012 t/m 09-02-2013 Hitnotering (week 21): 23-02-2013 Hitnotering (week 22): 16-03-2013 Hitnotering (week 23 t/m 24): 30-03-2013 t/m 06-04-2013 Hitnotering (week 25): 27-04-2013 Hitnotering (week 26): 18-05-2013 Hitnotering (week 27 t/m 28): 08-06-2013 t/m 15-06-2013 Hitnotering (week 29): 07-09-2013 Hitnotering (week 30): 11-01-2014 | Hitnotering (week 1 t/m 20): 29-09-2012 t/m 09-02-2013 Hitnotering (week 21): 23-02-2013 Hitnotering (week 22): 16-03-2013 Hitnotering (week 23 t/m 24): 30-03-2013 t/m 06-04-2013 Hitnotering (week 25): 27-04-2013 Hitnotering (week 26): 18-05-2013 Hitnotering (week 27 t/m 28): 08-06-2013 t/m 15-06-2013 Hitnotering (week 29): 07-09-2013 Hitnotering (week 30): 11-01-2014 | Hitnotering (week 1 t/m 20): 29-09-2012 t/m 09-02-2013 Hitnotering (week 21): 23-02-2013 Hitnotering (week 22): 16-03-2013 Hitnotering (week 23 t/m 24): 30-03-2013 t/m 06-04-2013 Hitnotering (week 25): 27-04-2013 Hitnotering (week 26): 18-05-2013 Hitnotering (week 27 t/m 28): 08-06-2013 t/m 15-06-2013 Hitnotering (week 29): 07-09-2013 Hitnotering (week 30): 11-01-2014 | Hitnotering (week 1 t/m 20): 29-09-2012 t/m 09-02-2013 Hitnotering (week 21): 23-02-2013 Hitnotering (week 22): 16-03-2013 Hitnotering (week 23 t/m 24): 30-03-2013 t/m 06-04-2013 Hitnotering (week 25): 27-04-2013 Hitnotering (week 26): 18-05-2013 Hitnotering (week 27 t/m 28): 08-06-2013 t/m 15-06-2013 Hitnotering (week 29): 07-09-2013 Hitnotering (week 30): 11-01-2014 | Hitnotering (week 1 t/m 20): 29-09-2012 t/m 09-02-2013 Hitnotering (week 21): 23-02-2013 Hitnotering (week 22): 16-03-2013 Hitnotering (week 23 t/m 24): 30-03-2013 t/m 06-04-2013 Hitnotering (week 25): 27-04-2013 Hitnotering (week 26): 18-05-2013 Hitnotering (week 27 t/m 28): 08-06-2013 t/m 15-06-2013 Hitnotering (week 29): 07-09-2013 Hitnotering (week 30): 11-01-2014 | Hitnotering (week 1 t/m 20): 29-09-2012 t/m 09-02-2013 Hitnotering (week 21): 23-02-2013 Hitnotering (week 22): 16-03-2013 Hitnotering (week 23 t/m 24): 30-03-2013 t/m 06-04-2013 Hitnotering (week 25): 27-04-2013 Hitnotering (week 26): 18-05-2013 Hitnotering (week 27 t/m 28): 08-06-2013 t/m 15-06-2013 Hitnotering (week 29): 07-09-2013 Hitnotering (week 30): 11-01-2014 | Hitnotering (week 1 t/m 20): 29-09-2012 t/m 09-02-2013 Hitnotering (week 21): 23-02-2013 Hitnotering (week 22): 16-03-2013 Hitnotering (week 23 t/m 24): 30-03-2013 t/m 06-04-2013 Hitnotering (week 25): 27-04-2013 Hitnotering (week 26): 18-05-2013 Hitnotering (week 27 t/m 28): 08-06-2013 t/m 15-06-2013 Hitnotering (week 29): 07-09-2013 Hitnotering (week 30): 11-01-2014 | Hitnotering (week 1 t/m 20): 29-09-2012 t/m 09-02-2013 Hitnotering (week 21): 23-02-2013 Hitnotering (week 22): 16-03-2013 Hitnotering (week 23 t/m 24): 30-03-2013 t/m 06-04-2013 Hitnotering (week 25): 27-04-2013 Hitnotering (week 26): 18-05-2013 Hitnotering (week 27 t/m 28): 08-06-2013 t/m 15-06-2013 Hitnotering (week 29): 07-09-2013 Hitnotering (week 30): 11-01-2014 | Hitnotering (week 1 t/m 20): 29-09-2012 t/m 09-02-2013 Hitnotering (week 21): 23-02-2013 Hitnotering (week 22): 16-03-2013 Hitnotering (week 23 t/m 24): 30-03-2013 t/m 06-04-2013 Hitnotering (week 25): 27-04-2013 Hitnotering (week 26): 18-05-2013 Hitnotering (week 27 t/m 28): 08-06-2013 t/m 15-06-2013 Hitnotering (week 29): 07-09-2013 Hitnotering (week 30): 11-01-2014 | Hitnotering (week 1 t/m 20): 29-09-2012 t/m 09-02-2013 Hitnotering (week 21): 23-02-2013 Hitnotering (week 22): 16-03-2013 Hitnotering (week 23 t/m 24): 30-03-2013 t/m 06-04-2013 Hitnotering (week 25): 27-04-2013 Hitnotering (week 26): 18-05-2013 Hitnotering (week 27 t/m 28): 08-06-2013 t/m 15-06-2013 Hitnotering (week 29): 07-09-2013 Hitnotering (week 30): 11-01-2014 |
| Week: | 1 | 2 | 3 | 4 | 5 | 6 | 7 | 8 | 9 | 10 | 11 | 12 | 13 |
| --- | --- | --- | --- | --- | --- | --- | --- | --- | --- | --- | --- | --- | --- |
| Positie: | 3 | 19 | 31 | 45 | 67 | 78 | 81 | 73 | 115 | 97 | 21 | 92 | 87 |
| Week: | 14 | 15 | 16 | 17 | 18 | 19 | 20 | | 21 | | 22 | | 23 |
| Positie: | 102 | 126 | 176 | 155 | 153 | 179 | 169 | uit | 133 | uit | 136 | uit | 182 |
| Week: | 24 | | 25 | | 26 | | 27 | 28 | | 29 | | 30 | |
| Positie: | 195 | uit | 169 | uit | 158 | uit | 177 | 171 | uit | 186 | uit | 160 | uit |

## Singles
Singles van dit album zijn:
| Single met eventuele hitnotering(en) in de Nederlandse Top 40 | Datum van verschijnen | Datum van binnenkomst | Hoogste positie | Aantal weken | Opmerkingen                |
| ------------------------------------------------------------- | --------------------- | --------------------- | --------------- | ------------ | -------------------------- |
| Vrij                                                          | 2012                  | 13-04-2012            | 13              | 8            | nr. 4 in de Single Top 100 |
| Alles overwinnen                                              | 2012                  | 18-08-2012            | 22              | 5            | nr. 1 in de Single Top 100 |
| Ze lijkt net niet op jou                                      | 2012                  | 17-11-2012            | tip1            | -            | nr. 4 in de Single Top 100 |
| Julia                                                         | 2013                  | 23-03-2013            | 1(2wk)          | 8            | nr. 1 in de Single Top 100 |